# نباتيو الألبان والبيض

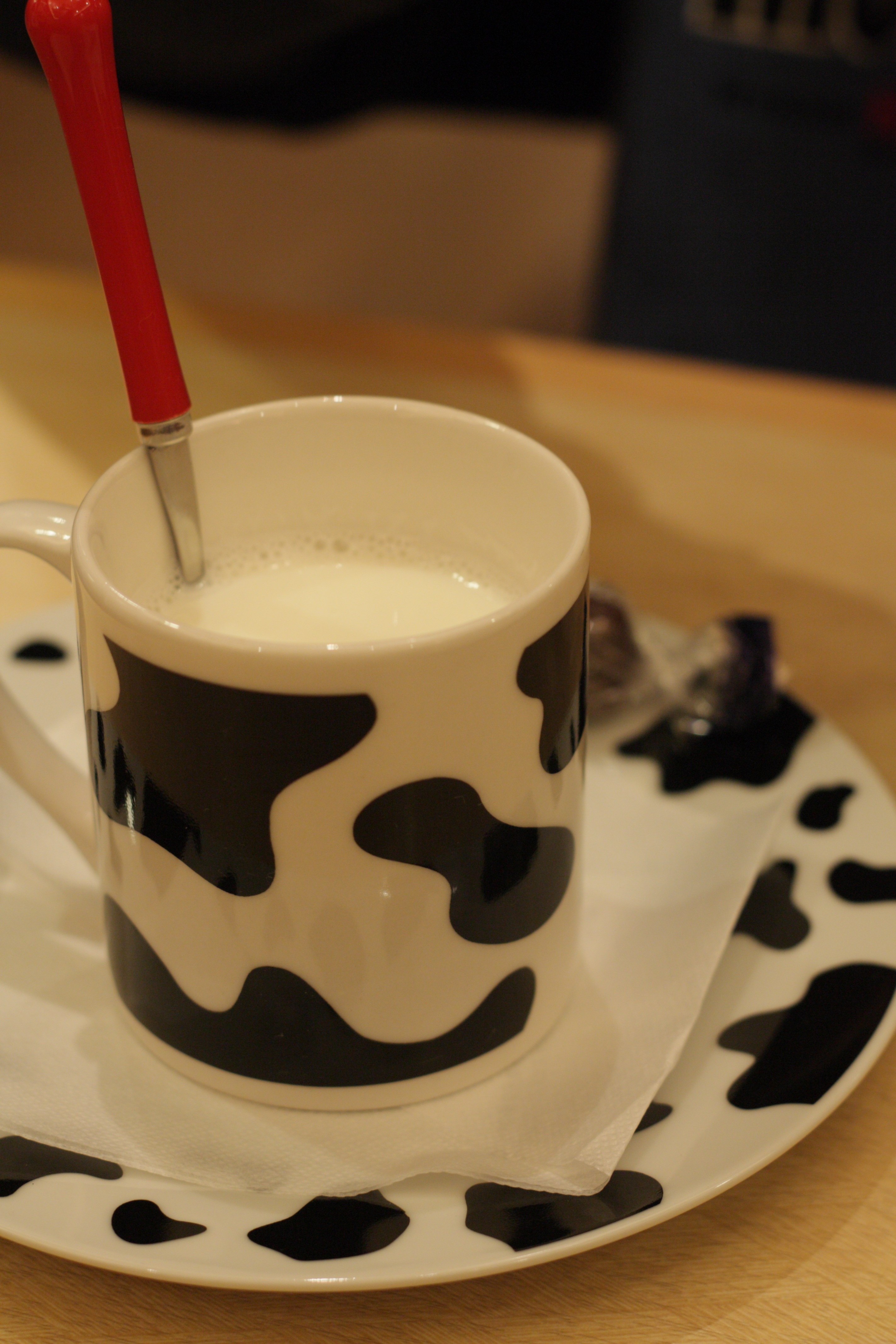

نباتيو الألبان والبيض (وبالإنجليزية:Ovo-lacto vegetarianism) هم أشخاص يتبعون النباتية ولكن يأكلون البيض، ويشربون اللبن ويأكلون مشتقاته كالجبن. وجبتهم الغذائية تكون خالية من اللحوم والأسماك والدجاج.